# 小平萬榮
小平 萬榮（こだいら まんえい、小平 万栄、1905年6月28日 - 1997年9月9日）は、日本の教育者、野鳥研究家。日本野鳥の会理事を務めた。雅号は倉塩（そうえん）。

## 来歴
長野県茅野市出身。名古屋逓信講習所卒業。1926年小学校教員となり、1948年に諏訪探鳥会を設立する。日本野鳥の会諏訪支部を発足させた1954年には、塩嶺地区で野鳥を楽しむ「小鳥バス」を地元の岡谷市に提案して実現し、バスでは自ら解説をおこなった。
1975年に、「野鳥愛護の啓蒙を広めた功績」により、勲六等単光旭日章を受章した。

## 著書
- 『随筆 小鳥バス』春秋社、1965年
- 『しなの野鳥記』農山漁村文化協会、1975年
- 『小鳥バスと自然談義』ほおずき書籍、1983年